# Marcelo Belinati
Marcelo Belinati Martins (Londrina, 22 de julho de 1971) é um médico, advogado e político brasileiro filiado ao Progressistas (PP). Foi eleito prefeito de Londrina nas eleições de 2016 e reeleito em 2020.

## Biografia
Nascido em Londrina, é formado em Medicina e Direito pela Universidade Estadual de Londrina. Foi eleito vereador pela primeira vez, com 6.578 votos, para o mandato de 2005-2008, pelo PSL. Reeleito com mais de 8 mil votos para a legislatura de 2009-2012, já pelo PP.
Nas eleições de 2012 foi candidato a prefeito de Londrina. Acabou perdendo no segundo turno para Alexandre Kireeff (PSD). Marcelo Belinati obteve 49,47% (138.049 votos), enquanto Kireeff foi eleito com 50,53% (141.027 votos).
Na eleição de 2014, disputou uma vaga na Câmara dos Deputados. Foi eleito com 137.817 votos.
Nas eleições de outubro de 2016, foi eleito prefeito de Londrina no primeiro turno, com 51,57% dos votos. Nas eleições de 2020 foi reeleito prefeito de Londrina com quase 70% dos votos, sendo o primeiro prefeito da história reeleito em primeiro turno em Londrina.. Como prefeito, foi responsável por tornar Londrina a cidade mais transparente do Brasil, segundo avaliação da CGU.